# Neoamerioppia polygonata
Neoamerioppia polygonata är en kvalsterart som först beskrevs av Sandór Mahunka 1982.  Neoamerioppia polygonata ingår i släktet Neoamerioppia och familjen Oppiidae. Inga underarter finns listade i Catalogue of Life.